# Опасная
«Опасная» (англ. Dangerous) — американский фильм-драма 1935 года, срежиссированный Альфредом Грином. Сценарий был написан Лэрдом Дойлом по его же роману «Дама неудачи». Главные роли в фильме исполнили Франшо Тоун и Бетт Дейвис, последняя получила за свою игру первую премию «Оскар».

## Сюжет
Дон Беллоуз, знаменитый архитектор, был помолвлен с красивой и богатой Гейл Армитидж. Однажды он встречает обнищавшую Джойс Хит, которая когда-то была самой многообещающей молодой актрисой на Бродвее. Дон чувствует себя глубоко обязанным Джойс, потому что её исполнение роли Джульетты вдохновило его стать архитектором. Он увозит пьяную актрису к себе домой и предлагает ей остаться.
Заботясь о своенравной актрисе, Дон влюбляется неё. Джойс, убежденная, что она становится причиной краха всего, к чему прикасается, предупреждает его, что она приносит несчастья. В желании спасти её, Дон разрывает помолвку с Гейл и рискует своим состоянием, чтобы поддержать актрису в новом бродвейском шоу. Перед премьерой он настаивает на том, чтобы они поженились, но Джойс сопротивляется его предложению, скрывая тот факт, что она уже состоит в браке с Гордоном Хитом, давно нелюбимым, но преданным ей человеком, который был финансово разорён.
Джойс идёт к Гордону и умоляет его о разводе. Когда он отказывается, она провоцирует автомобильную аварию, которая калечит его на всю жизнь. Её собственные травмы не позволяют ей вновь вернуться в постановку, которая на премьере терпит неудачу. Дон разорён, и когда он узнает, что Джойс обманула его, он обвиняет её в том, что она совершенно эгоистичная женщина, и этот факт её настоящее проклятие.
Джойс ненадолго задумывается о самоубийстве, но в конце концов видит правду в обвинении Дона. Она снова возвращается в постановку и, хотя по-настоящему любит Дона, отпускает его жениться на Гейл. Шоу проходит успешно, и Джойс, теперь посвятившая себя ответственной жизни, отправляется навестить Гордона и спасти свой брак.

## В ролях
- Бетт Дейвис — Джойс Хит
- Франшо Тоун — Дон Беллоуз
- Маргарет Линдси — Гейл Армитидж
- Элисон Скипворт[англ.]  — миссис Уильямс
- Джон Элдридж[англ.] — Гордон Хит
- Дик Форан — Тедди
- Уолтер Уокер[англ.] — Роджер Фарнсворт
- Ричард Карл[англ.] — Питт Хэнли
- Джордж Ирвинг[англ.] — Чарльз Мелтон
- Пьер Уоткин[англ.] — Джордж Шеффилд
- Дуглас Вуд[англ.] — Элмонт
- Уильям Б. Дэвидсон[англ.] — Рид Уолш
- Полин Гарон — Бетти, служанка Гейл Армитидж (в титрах не указана)

## Производство
Бетт Дейвис сначала отклонила сценарий, но продюсер Warner Bros. Хэл Б. Уоллис убедил её, что она может сделать что-то особенное из персонажа, который был вдохновлен одним из её кумиров, актрисой Джинн Иглс. Дейвис согласилась, но немного изменила персонажа, изобразив её более непокорной, также она попросила художника по костюмам Орри-Келли создать ей образ женщины, которая видела лучшие дни. Для роли в этом фильме Перк Вестмор сделал Дейвис причёску каре, которую она носила до конца жизни.
Франшо Тоун, который недавно закончил съёмки в фильме «Мятеж на „Баунти“», был заимствован у Metro-Goldwyn-Mayer, чтобы уравновесить шансы с Дейвис. На площадке у Дейвис и Тоуна, который был помолвлен с Джоан Кроуфорд в это время, начался роман. Продюсер 	
Гарри Джо Браун даже признался, что однажды застал обоих в непристойном положении. Кроуфорд, по-видимому, знала о связи, но не разорвала помолвку. Большинство биографов считают, что это стало началом так называемой вражды между двумя актрисами.

## Признание
Дейвис одержала свою первую победу в номинации лучшая женская роль на восьмой церемонии вручения премии «Оскар». Позже она призналась, что всегда чувствовала, что это был утешительный приз за то, что её не номинировали на за фильм «Бремя страстей человеческих» в прошлом году. В 2002 году Стивен Спилберг выкупил статуэтку на аукционе «Сотбис» и возвратил её Академии кинематографических искусств и наук.